# Pla d'Acció d'Energia Sostenible
Un Pla d'Acció d'Energia Sostenible (PAES) és un pla municipal d'eficiència energètica i energies renovables. És el primer compromís dels Ajuntaments que s'adhereixen al Pacte d'Alcaldes i Alcaldesses de la Comissió Europea. El seu objectiu és reduir les emissions de gasos amb efecte d'hivernacle en més d'un 20% pel 2020. Cal tenir-lo desenvolupat en el període d'un any a partir de l'adhesió al Pacte.